# Kimika Rozier
Kimika Rozier (* 12. Mai 1989 in Jacksonville) ist eine US-amerikanische Volleyballspielerin.

## Karriere
Rozier begann ihre Karriere an der Vista Murrieta High School. Dort war sie neben dem Volleyball auch in der Leichtathletik aktiv. 2007 ging sie zur Washington State University. Zu dieser Zeit spielte sie als Außenangreiferin. 2010 wechselte die Tochter einer US Navy-Soldatin zur University of South Florida. Später spielte sie außerdem für Florida Wave. 2012/13 spielte Rozier beim deutschen Bundesligisten Alemannia Aachen. Danach wechselte sie zum französischen Verein CEP Saint-Benoît, später in die finnische und spanische Liga. Von 2016 bis 2018 spielte Rozier beim deutschen Zweitligisten Vfl Oythe.